# 57 Девы
57 Девы (лат. 57 Virginis), HD 115202 — одиночная звезда в созвездии Девы на расстоянии приблизительно 122 световых лет (около 37,5 парсек) от Солнца. Визуальная звёздная величина звезды — +5,22m.

## Характеристики
57 Девы — оранжевая звезда спектрального класса K0, или K1III, или K1IV, или K2. Масса — около 1,701 солнечной, радиус — около 5,3 солнечного, светимость — около 11,6 солнечной. Эффективная температура — около 4791 K.

## Планетная система
В 2019 году учёными, анализирующими данные проектов Hipparcos и Gaia, у звезды обнаружена планета HIP 64725 b.